# Estrella variable polsant
Es diu estel variable polsant a un tipus d'estel variable intrínsec la lluminositat del qual, temperatura superficial i espectre canvien a causa d'una expansió i contracció periòdica de les capes exteriors de l'estel. Això significa que l'estel canvia de grandària periòdicament, intentant aconseguir l'equilibri entre la força de la gravetat que tendeix a contreure a l'estel i la pressió de radiació i hidroestàtica que tendeix a la seva expansió, comportant-se com un oscil·lador harmònic. L'estel és més brillant no quan el seu diàmetre és major o menor, sinó quan s'expandeix a major velocitat, i presenta la seva mínima lluentor quan la seva contracció és més ràpida. En contra del que pugui semblar, les pulsacions no es produeixen per un augment de la pressió de radiació deguda a un major ritme de fusió nuclear a l'interior estel·lar. De fet, aquest roman constant, i les pulsacions s'originen per la variació de la velocitat a la qual la radiació pot escapar de l'estel.
La polsació pot ser de dos tipus:
- Pulsació radial, si ocorre simètricament en tota la superfície estel·lar de manera que l'estel conserva la seva forma esfèrica. Est és el cas de la major part de les gegants i supergegants polsants, incloses les cefeides, les variables W Virginis, les variables RR Lyrae, les variables RV Tauri i les variables Mira.[3]

- Pulsació no radial, on es produeixen ones en totes les direccions de la superfície estel·lar, donant lloc a múltiples períodes i models complexos d'oscil·lació. Un exemple d'aquest tipus de variables són els estels variables ZZ Ceti.